# Dengue Fever
Dengue Fever är ett amerikansk-kambodjanskt rockband startat i Los Angeles 2001. Bandets musik blandar kambodjanska pop med amerikansk psykedelisk rock.

## Medlemmar
- Chhom Nimol – sång
- Zac Holtzman – sång, gitarr
- Ethan Holtzman – orgel
- Senon Williams – basgitarr
- Paul Smith – trummor
- David Ralicke – blåsinstrument

## Diskografi
Studioalbum
- Dengue Fever (2003)
- Escape from Dragon House (2005)
- Venus On Earth (2008)
- Sleepwalking Through the Mekong (2009)
- Cannibal Courtship (2011)
- In the Ley Lines (2013)
- The Deepest Lake (2015)

EP
- Dengue Fever EP (2005)
- Sip Off the Mekong (2006)
- Girl From the North (2013)
- Ganadaramaba (2016)